# Ramalho Ortigão

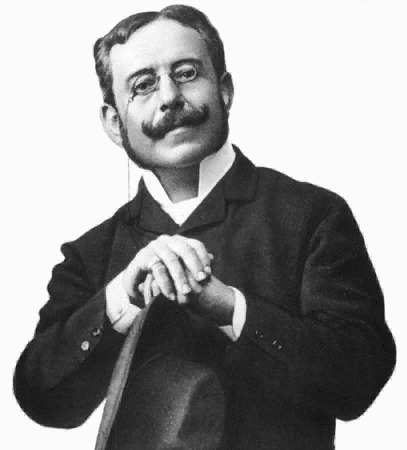
Ramalho Ortigão

José Duarte Ramalho Ortigão (n. 24 octombrie, 1836, Porto — d. 27 septembrie, 1915, Lisabona) a fost un scriitor portughez. A aparținut grupului de la 1870 și a îndrumat literatura portugheză către realism, prin eseurile publicate în revista As Farpas (editată împreună cu Eça de Queirós).

## Viața și opera
Primii ani de viață și-a petrecut în Porto fiind crescut de bunica sa. Mai târziu, Ortigão studiează dreptul la Universitatea din Coimbra, însă nu va apuca niciodată sa-și termine cursurile. După revenirea în orașul său natal, el predă franceza într-un colegiu condus de tatăl său. Printe elevii lui se numără și Eça de Queiroz. În 1862 el se dedică jurnalismului și colaborează cu mai multe reviste literare.
În revista As Farpas Ramalho Ortigão atacă literatura romantică înarmat cu lecturile din Proudhon și critică, în lumina gânditorilor socialiști, moravurile politice ale liberalismului portughez, dând dovadă de un puternic simț al caricaturii. După plecarea lui Eça în America și Anglia, Ramalho se întoarce către Teófilo Braga, care-i insuflă ideologia pozitivistă. As Farpas devine o operă didactică, bine argumentată științific, în care se combate ignoranța generală. În același timp, Ramalho realizează o remarcabilă descriere a timpurilor și a obiceiurilor tradiționale, a mediilor sociale din Lisabona sau din provincie, prezentându-ne o bogată colecție de tipuri și situații puternic conturate și zugrăvite în culori vii.

## Opere

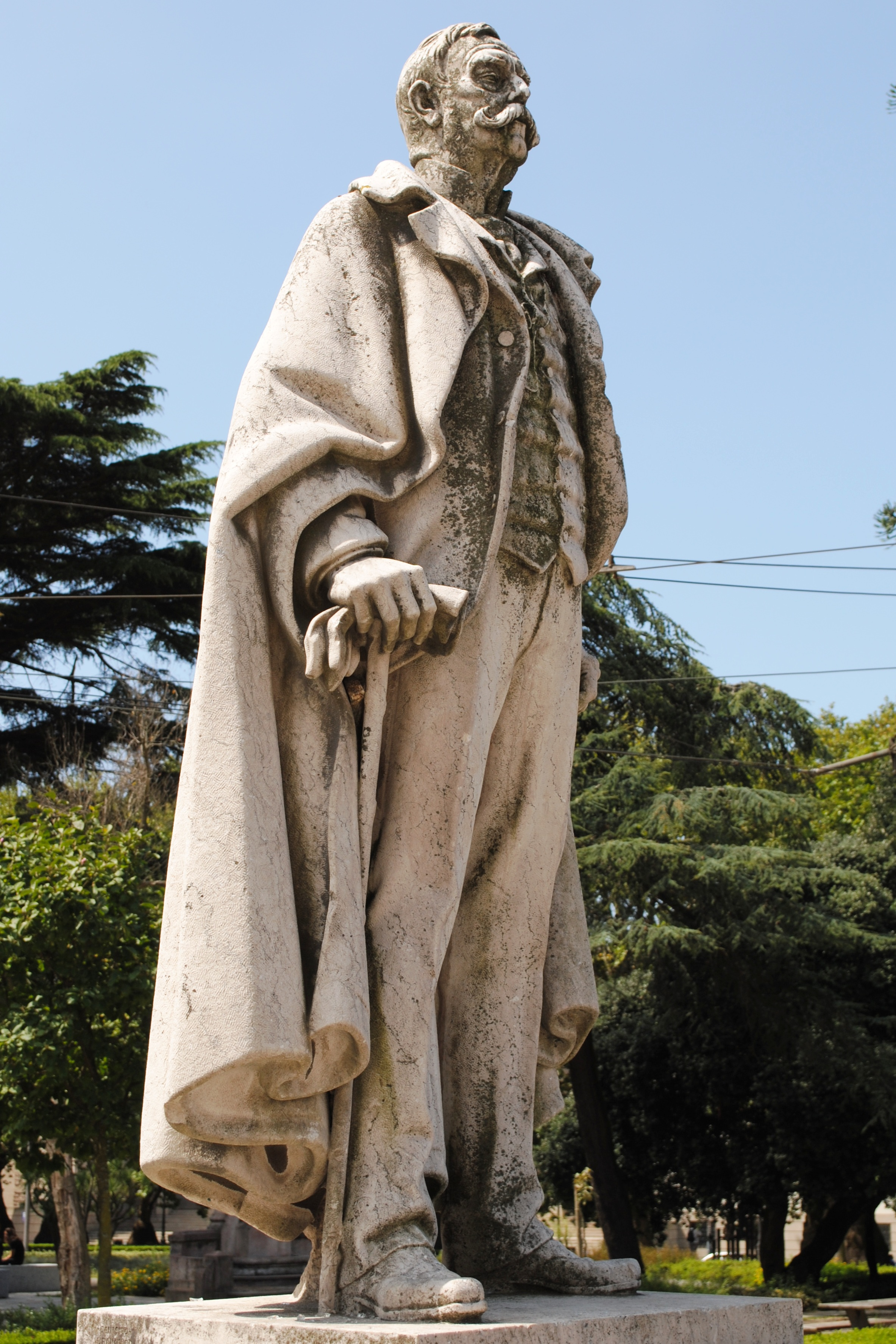
Ramalho Ortigão

- 1870 - O Mistério da Estrada de Sintra (împreună cu Eça de Queirós).[4]
- 1870-71 - Correio de Hoje.
- Em Paris.
- Biografia de Emília Adelaide Pimentel.
- 1871-72 - As Farpas (cu Eça de Queirós)
- 1871-1882 - As Farpas.
- 1875 - Banhos de Caldas e Águas Minerais.
- 1876 - As Praias de Portugal
- Teófilo Braga: Esboço Biográfico.
- Notas de Viagem.
- Pela Terra Alheia: Notas de Viagem.
- A Lei da Instrução Secundária na Câmara dos Deputados de Portugal.
- 1883 - A Holanda.
- 1887 - John Bull - Depoimento de uma testemunha acerca de alguns aspectos da vida e da civilização inglesa.
- 1896 - O Culto da Arte em Portugal.
- 1908 - D. Carlos o Martirizado.
- 1911-14 - Últimas Farpas.
- 1914 - Carta de um Velho a um Novo.